# Llista de tetràpodes semiaquàtics
Aquesta és una llista de tetràpodes que passen part del seu cicle biològic o una part significativa de la seva vida a l'aigua.
Els tetràpodes semi-aquàtics són aquells que són principalment o parcialment terrestres, però passen gran part dels temps nedant o ocupats en alguns assumptes a l'aigua, tant com a part del seu cicle vital com a part dels seu comportament essencial (per exemple: alimentant-se). Alguns mamífers marins, com la llúdria costanera sud-americana, l'ós blanc i els pinnípedes, són semi-aquàtics, mentre que d'altres, com lallúdria marina, els cetacis i els sirenis, són completament aquàtics. Els únics mamífers completament aquàtics que no són marins són els manatís (el manatí amazònic i algunes poblacions de manatí africà) i certs cetacis petits (el dofí del Ganges, el Tucuxi, i algunes poblacions de dofí de l'Irauadi i de marsopa sense aleta). Entre els rèptils marins, les iguanes marines i els cocodrils parcialment marins (com el cocodril marí i el cocodril americà) són tots semi-aquàtics. Les tortugues marines són gairebé completament aquàtiques, tot i que han de sortir a terra per dipositar els ous. La majoria de serps marines són ovovivípares i completament aquàtiques (sent l'excepció les serps ovípares i semi-aquàtiques del gènere Laticauda). Per altra banda, cap espècie d'ocell és completament aquàtica, ja que totes han de posar e incubar els seus ous, així com criar les cries, a terra o al gel. La major part dels amfibis tenen una etapa larvària aquàtica i per aquesta raó són com a mínim semi-aquàtics, tot i que hi ha moltes excepcions a aquesta generalització.

## Mamífers
- Monotremes
  - Ornitorrinc - (Ornithorhynchus anatinus)
- Marsupials
  - Opòssum cuagruixut - (Lutreolina crassicaudata)
  - Opòssum aquàtic - (Chironectes minimus)
- Tenrecs
  - Potamogalins
  - Tenrec aquàtic
- Primats
  - Cercopitec d'Allen
  - Nassut
- Rosegadors
  - Castorimorfs - castors, gòfers i rates cangur
    - Castors

  - Caviomorfs - histricògnats del nou món
    - Capibares
    - Coipú
    - Paca

  - Miomorfs
    - Amphinectomys savamis
    - Anotomys leander
    - Chibchanomys
    - Holochilus sciureus
    - Hydromys chrysogaster
    - Ichthyomys
    - Neofiber alleni
    - Neotomys ebriosus
    - Neusticomys
    - Nilopegamys
    - Oryzomys palustris
    - Rata mesquera
    - Rata talpera
    - Rattus lutreolus
    - Rheomys
    - Rata dels aiguamolls de l'Argentina
    - Scapteromys tumidus
- Lagomorfs
  - Conill palustre
  - Conill aquàtic
- Soricomorfs
  - Desmaninis
  - Musaranya aquàtica de l'Himàlaia
  - Musaranya aquàtica de Borneo
  - Musaranya aquàtica de Styan
  - Musaranya aquàtica de Sumatra
  - Musaranya aquàtica de Xelkóvnikov
  - Musaranya aquàtica elegant
  - Musaranya aquàtica japonesa
  - Musaranya aquàtica malaia
  - Musaranya aquàtica mediterrània
  - Musaranya aquàtica nord-americana
  - Musaranya aquàtica pirinenca
  - Musaranya d'Alaska
  - Musaranya de Bendire
- Carnívors
  - Mustèlids
    - Visó americà
    - Visó europeu
    - Llúdries (excepte la llúdria marina)

  - Pinnípedes
  - Prociònids - ossos rentadors
    - Ós rentador menjacrancs

  - Úrsids - ossos
    - Ós blanc

  - Fèlids - gats
    - Gat capplà
    - Gat pescador

  - Mangostes
    - Mangosta menjacrancs

  - Vivèrrids - civetes i genetes
    - Geneta aquàtica
- Perissodàctils
  - Rinoceronts
    - Rinoceront de Java
    - Rinoceront de l'Índia
    - Rinoceront de Sumatra

  - Tapirs
    - Tapir amazònic
    - Tapir asiàtic
    - Tapir de Baird
- Artiodàctils
  - Bòvids
    - Anoa de plana
    - Anoa de muntanya
    - Antílop aquàtic
    - Búfal asiàtic domèstic
    - Sitatunga

  - Cèrvids
    - Ant
    - Cérvol aquàtic
    - Cérvol dels pantans

  - Hipopotàmids
    - Hipopòtam
    - Hipopòtam nan

  - Tragúlids[1][2]
    - Hiemosc
    - Moschiola kathygre
    - Tràgul d'Indonèsia gros

## Ocells
- Pingüins
- Ànecs
- Anserinins
- Cignes
- Ardèids
- Alcedínids
- Làrids
- Pelicans
- Escolopàcids
- Caradrins
- Àlcids
- Estercoràrids
- Cínclids

## Rèptils
- Crocodilians[a]
- Lacertilis
  - Varanus salvator
  - Basiliscus
  - Dracaena
  - Iguana marina
  - Varanus mertensi
  - Varanus mitchelli
  - Varà del Nil
- Serps
  - Anacondes
  - Agkistrodon piscivorus
  - Regina
  - Thamnophis
  - Farancia abacura
  - Farancia erytrogramma
  - Laticauda
  - Boulengerina
  - Serps d'aigua
    - Serp de collaret
- La major part de les tortugues, excloent les completament terrestres dels gèneres Terrapene i Cuora, i els testudínids.

## Amfibis
La major part dels amfibis tenen una fase larvària aquàtica i, per tant, són com a mínim semi-aquàtics en virtut d'aquest fet. Molts amfibis adults són també semi-aquàtics (mentre que d'altres són completament aquàtics o terrestres). No obstant això, alguns amfibis no tenen una etapa larvària aquàtica. Algunes granotes, com la majoria dels leiopelmàtids, la majoria del xanixàlids, alguns leptodactílids, alguns miobatràquids, la granota de Darwin i la granoteta de les Seychelles, tenen capgrossos no aquàtics. Alguns gimnofions, molts anurs, com els braquicefàlids, la majoria dels sooglòclids i l'espècie Eleutherodactylus planirostris, i la major part de salamandres apulmonades dipositen els ous a terra, on les larves es desenvolupen fins a la forma adulta abans d'alliberar-se. La salamandra alpina i els gripaus africans (Nectophrynoides i Nimbaphrynoides) són ovovivípars i donen a llum a terra. A més, al voltant dels 75% dels gimnofions són vivípars.
- La major part dels anurs (granotes i gripaus), excepte els completament aquàtics pípids, o els membres completament aquàtics de subfamílies com els telmatobins
- Alguns gimnofions, com els ictiòfids, rinatremàtids, Chthonerpeton i Nectocaecilia, sense incloure els completament aquàtics tiflonèctids[6]
- La majoria de salamandres no pletodòntides, sense incloure els completament aquàtics amfiúmids, criptobrànquids, proteids, sirènids i diverses espècies d'altres famílies que presenten neotènia, com ara Ambystoma mexicanum